# Gouvernement Chafik II
Égypte
Chafik I Charaf I
Au moment de la révolution égyptienne de 2011 et après la formation d'un nouveau gouvernement autour d'Ahmed Chafik, un remaniement important est opéré, avec l'échange de 11 portefeuilles.

## Changements
Ce cabinet est marqué par son ouverture à l'opposition; celle-ci concerne un ministre membre des Frères musulmans (pour la première fois depuis 1954), un ministre du parti Wafd (pour la première fois depuis 1952), ainsi qu’un ministre du parti marxiste Tagammou'. Parmi les autres nouveaux ministres, on compte des personnalités réputées pour leur intégrité, comme Yahia El Gamal, un proche de Mohammed el-Baradei,  opposant de longue date et constitutionnaliste renommé pour qui un poste de vice-premier ministre est créé, ou pour leur popularité auprès des jeunes, comme le nouveau ministre de la Culture.
Le ministère de l'Information est supprimé et les ministres nommés à l'origine par Hosni Moubarak ne sont plus que trois: le premier ministre, le ministre de la Défense et celui de l'Intérieur. Cela reste cependant un sujet de mécontentement populaire qui provoquera sa chute en moins de deux semaines.

## Composition
- Ministre de l'Agriculture and et des Réclamations des régions : Ayman Farid Abu-Hadid
- Ministre d'État chargé des Affaires antiques : Zahi Hawass[2]. Ce ministère est créé à cette occasion, distinctement du Ministère de la Culture (Égypte)
- Ministre du Développement religieux : Abd Alla Al-Husseni Ahmed Helal
- Ministre de l'Aviation civile : Ibrahim Ahmed Mannaa
- Ministre des Communications et des Informations technologiques : Maged Ibrahim Othman (depuis 2004)
- Ministre de la Culture d'Égypte : Mohamed el-Saoui.
- Ministre de l'Éducation : Ahmed Gamal El-Din Moussa
- Ministre de l'Électricité et de l'Énergie : Dr. Hassan Ahmed Younes
- Ministre d'État chargé des Affaires environnementales et énergétiques : Maged George Elias Ghattas (depuis 2004)
- Ministre des Finances : Samir Mohamed Radouane
- Ministre des Affaires étrangères : Ahmed Aboul Gheit (depuis 2004)
- Ministre de la Santé et de la Population : Ashraf Mahmoud Ibrahim Hatem
- Ministre du Logement, des Uitilités et du Développement de l'Urbanisme : Mohamed Fathy Abdel Aziz El-Baradei
- Ministre de l'Intérieur : Général Mahmoud Wagdi Mohamed Mahmoud
- Ministre de la Justice : Mamdouh Marei
- Ministre d'État chargé du Développement local : Mohsen El-Nomani Mohamed Hafez (depuis 2006)
- Ministre de la Migration : Isamel Ibrahim Fahmy (depuis 2005)
- Ministre d'État pour la Production militaire : Sayed Abdou Mostafa Meshaal
- Ministre du Pétrole et du Développement métallurgique : Mahmoud Latif Mahmoud Latif Amer (depuis 1999)
- Coopération internationale et planification|| Fayza Abouelnaga
- Ministry of Scientific Research, Science and Technology Dr. Amr Ezzat Salama www.egy-mhe.gov.eg 2011
- Ministry of Social Solidarity and Justice Dr. Gouda Abdel Khalek El-Sayed Mohamed www.mss.gov.eg 2005
- Ministre du Tourisme: Mounir Fakhri Abdel Nour (nouveau)
- Ministry of Trade and Industry Dr. Samir Youssef Ali El-Sayyad
- Ministry of Transportation Eng. Atef Abdel Hamid Moustafa
- Ministry of Water Resources and Irrigation Dr. Hussien Ehsan Al-Atfy
- Governor - Central Bank of Egypt Dr. Farouk Abd El Baky El Okdah[6]
- Permanent Representative to the United Nations[7] Maged A. Abdelaziz  2011
- Ministre sans portefeuille : Mourad Mouafi

## Articles liés
- révolution égyptienne de 2011

## Sources
- Article du Monde du 31-01-2011
- Article du Monde du 22-02-2011